# Selkäluodot (ö i Päijänne-Tavastland)
Selkäluodot är en ö i Finland. Den ligger i sjön Viilajärvi och i kommunen Heinola i den ekonomiska regionen  Lahtis ekonomiska region  och landskapet Päijänne-Tavastland, i den södra delen av landet, 140 km nordost om huvudstaden Helsingfors. Öns area är omkring 170 kvadratmeter och dess största längd är 20 meter i sydväst-nordöstlig riktning.  Notera att namnet antyder att det är fråga om flera öar.